# Olympische Sommerspiele 1972/Schwimmen – 200 m Rücken (Frauen)
Der Schwimmwettkampf über 200 Meter Rücken der Frauen bei den Olympischen Spielen 1972 in München wurde am 4. September ausgetragen.

## Ergebnisse

### Vorläufe

#### Vorlauf 1
| Rang | Athletin             | Nation         | Zeit (min) | Anm. |
| ---- | -------------------- | -------------- | ---------- | ---- |
| 1    | Annegret Kober       | BR Deutschland | 2:24,88    | Q    |
| 2    | Wendy Cook           | Kanada         | 2:25,71    |      |
| 3    | Suzuko Matsumura     | Japan          | 2:26,95    |      |
| 4    | María Teresa Ramírez | Mexiko         | 2:27,47    |      |
| 5    | Annemarie Groen      | Niederlande    | 2:29,17    |      |
| 6    | Diana Ashton         | Großbritannien | 2:29,95    |      |

#### Vorlauf 2
| Rang | Athletin          | Nation             | Zeit (min) | Anm. |
| ---- | ----------------- | ------------------ | ---------- | ---- |
| 1    | Susie Atwood      | Vereinigte Staaten | 2:22,13    | Q    |
| 2    | Deborah Palmer    | Australien         | 2:24,25    | Q    |
| 3    | Susanne Hilger    | DDR                | 2:27,88    |      |
| 4    | Susan Hunter      | Neuseeland         | 2:28,28    |      |
| 5    | Kikuyo Ishii      | Japan              | 2:29,66    |      |
| 6    | Zdenka Gašparač   | Jugoslawien        | 2:33,57    |      |
| 7    | Christine Fulcher | Irland             | 2:33,73    |      |
| 8    | Pat Chan          | Singapur           | 2:41,27    |      |

#### Vorlauf 3
| Rang | Athletin             | Nation             | Zeit (min) | Anm. |
| ---- | -------------------- | ------------------ | ---------- | ---- |
| 1    | Leslie Cliff         | Kanada             | 2:25,08    | Q    |
| 2    | Karin Bormann        | BR Deutschland     | 2:25,59    |      |
| 3    | Lynn Skrifvars       | Vereinigte Staaten | 2:26,40    |      |
| 4    | Debra Cain           | Australien         | 2:27,14    |      |
| 5    | Josien Elzerman      | Niederlande        | 2:28,18    |      |
| 6    | Kazu Fujimura        | Japan              | 2:30,37    |      |
| 7    | Felicia Ospitaletche | Uruguay            | 2:37,88    |      |

#### Vorlauf 4
| Rang | Athletin              | Nation         | Zeit (min) | Anm. |
| ---- | --------------------- | -------------- | ---------- | ---- |
| 1    | Enith Brigitha        | Niederlande    | 2:23,70    | Q    |
| 2    | Donna Gurr            | Kanada         | 2:25,33    | Q    |
| 3    | Sylvie Le Noach       | Frankreich     | 2:27,18    |      |
| 4    | Tinatin Lekweischwili | Sowjetunion    | 2:28,22    |      |
| 5    | Susanne Niesner       | Schweiz        | 2:28,62    |      |
| 6    | Pamela Bairstow       | Großbritannien | 2:29,28    |      |
| 7    | María Cecilia Vargas  | Mexiko         | 2:37,54    |      |
| 8    | Ong Mei Lin           | Malaysia       | 2:46,40    |      |

#### Vorlauf 5
| Rang | Athletin           | Nation             | Zeit (min) | Anm. |
| ---- | ------------------ | ------------------ | ---------- | ---- |
| 1    | Melissa Belote     | Vereinigte Staaten | 2:20,58    | Q    |
| 2    | Christine Herbst   | DDR                | 2:25,09    | Q    |
| 3    | Sue Lewis          | Australien         | 2:25,34    |      |
| 4    | Andrea Gyarmati    | Ungarn             | 2:25,81    |      |
| 5    | Natalija Jerschowa | Sowjetunion        | 2:29,46    |      |
| 6    | Angelika Kraus     | BR Deutschland     | 2:31,16    |      |
| 7    | Patricia López     | Argentinien        | 2:33,41    |      |
| 8    | Diana Sutherland   | Großbritannien     | 2:37,61    |      |

### Finale
| Rang | Athletin         | Nation             | Zeit (min) | Anm. |
| ---- | ---------------- | ------------------ | ---------- | ---- |
| 1    | Melissa Belote   | Vereinigte Staaten | 2:19,19    | WR   |
| 2    | Susie Atwood     | Vereinigte Staaten | 2:20,38    |      |
| 3    | Donna Gurr       | Kanada             | 2:23,22    |      |
| 4    | Annegret Kober   | BR Deutschland     | 2:23,35    |      |
| 5    | Christine Herbst | DDR                | 2:23,44    |      |
| 6    | Enith Brigitha   | Niederlande        | 2:23,70    |      |
| 7    | Deborah Palmer   | Australien         | 2:24,65    |      |
| 8    | Leslie Cliff     | Kanada             | 2:25,80    |      |